# کی یاماموتو
کی یاماموتو (به ژاپنی: 山本 圭)؛ ( زادهٔ ۱ ژوئیهٔ ۱۹۴۰) یک هنرپیشه اهل ژاپن است. وی از سال ۱۹۶۲ میلادی تاکنون مشغول فعالیت بوده‌است.
از فیلم‌ها یا برنامه‌های تلویزیونی که وی در آن نقش داشته است می‌توان به بوشیدو، حماسه سامورایی اشاره کرد.